# فوتابوتی (دهانه)
فوتابوتی (انگلیسی: Futabatei) یک دهانه برخورد در سیاره عطارد است. قطر دهانه 66 کیلومتر است . این دهانه توسط اتحادیه بین‌المللی اخترشناسی نام گذاری شده‌است. فوتابوتی به افتخار رمان‌نویس ژاپنی فوتاباتی شی‌می نام گذاری شده‌است.